# NCR Corporation
NCR Voyix Corporation meglio conosciuta come NCR Corporation e National Cash Register, è un'azienda fondata nel 1884 da John H. Patterson, rilevando e portando al successo le attività che avevano preso avvio dai brevetti di James Ritty, inventore del primo registratore di cassa meccanico.
NCR opera in gran parte del mondo con soluzioni retail e financial.
Produce principalmente ATM (sportelli bancomat) e registratori di cassa con e senza operatore.
Fino al 2009 aveva la sede principale a Dayton (Ohio).

## Storia
I momenti fondamenti nella storia della NCR sono stati:
- 1879: James Ritty costruisce il primo registratore di cassa meccanico
- 1883: James Ritty, insieme al padre John, brevetta la sua invenzione
- 1883: Jacob H. Eckert rileva le attività di Ritty e fonda la National Manufacturing Company
- 1884: John H. Patterson acquista l'azienda da Eckert e ne muta il nome in National Cash Register Company
- 1902: Patterson acquisisce la divisione registratori di cassa dalla Toledo Weighing Company
- 1974: assume la denominazione NCR Corporation
- 1991: viene acquistata da AT&T
- 1994: NCR viene denominata AT&T Global Information Solutions (GIS)
- 1995: AT&T annuncia lo spin-off di AT&T GIS entro la fine del 1996
- 1996: AT&T GIS ritorna a chiamarsi NCR Corporation
- 2023: NCR si divide in NCR Atleos e NCR Voyix